# 146.ª División Acorazada (Israel)
La 146.ª División Acorazada "Ha-Mapatz", es una división de reserva de las Fuerzas de Defensa de Israel (FDI), esta unidad está subordinada al Mando Norte de las FDI.

## Historia

Organización de la división.

La división se formó en 1954, luchó en la Guerra del Sinaí y en la Guerra de los Seis Días. En ese conflicto, la división estaba dirigida por el General Ariel Sharón. Durante la guerra de Yom Kipur, la división combatió en los Altos del Golán, estando bajo el mando del General Moshé Peled. En 1956, la división participó en la Operación Kadesh. Los objetivos de la división durante la operación Kadesh, incluyeron la captura del área de Umm Katef y Abu Ageila, una zona ubicada al este de la Península del Sinaí.
Durante la Guerra de los Seis Días, la 38.ª División bajo el mando de Ariel Sharón, ganó una de las principales batallas de la guerra, la batalla de Abu-Ageila. Durante la guerra, la división incluía la 99.ª brigada de infantería "Ha-Negev", la 14.ª brigada blindada "Ha-Mahatz", la 80.ª brigada aerotransportada de reserva "Nesher" y las fuerzas de la 8.ª brigada blindada.
Después de la Guerra de los Seis Días, las fuerzas blindadas israelíes fueron reorganizadas. La división acorazada 146, tenía una brigada de artillería y un batallón de reconocimiento blindado.
Antes de comenzar la guerra de Yom Kipur, la 146.ª División, era una división de reserva del Cuartel General de las FDI y formaba parte del Mando Central de Israel.
Al comienzo de la guerra de Yom Kipur, el 7 de octubre de 1973, la división fue trasladada como fuerza de reserva al frente de Siria.
Antes de empezar el alto el fuego, la brigada de artillería de la división, fue trasladada a la Península del Sinaí, donde el resto de la división fue trasladada poco después del cese de los combates, el 6 de noviembre de 1973.
En el proceso de reorganización de las FDI posterior al final de la guerra, se decidió enviar a la división a la región militar del distrito norte de Israel.
Durante la Guerra del Líbano de 1982, las fuerzas de la división se desplegaron en el flanco oriental del distrito norte, para evitar un ataque de las Fuerzas Armadas Sirias, en los Altos del Golán.
Durante la Guerra del Líbano de 2006, se movilizaron dos brigadas de la división: la 226.ª brigada aerotransportada "Nesher", bajo el mando de la 162.ª División Acorazada "HaPlada" y la 2.ª Brigada Carmeli de Infantería mecanizada, que participó en los combates en el frente del Sur del Líbano y en la batalla de Ayta ash Shab.

## Unidades
La división incluye a estas unidades dispuestas en el siguiente orden de batalla:
- Brigada de infantería de reserva "Carmeli".
- Brigada de infantería de reserva "Kiryati".
- Brigada acorazada de reserva 205 "Puño de hierro".
- Brigada paracaidista de reserva 226 "Águila".
- Brigada de infantería de reserva 228 "Alón".
- Brigada de artillería de reserva 213 "Revival".
- Brigada de logística militar.
- Batallón de comunicación militar.